# Lamoral
Lamoral è un nome proprio di persona maschile.

## Origine e diffusione
Si tratta di un nome tipicamente nobiliare, attestato in varie famiglie altolocate sin dal Trecento e documentato in olandese e frisone nella forma Lamoraal. Deriva dal cognome Lamoraal che rappresenta, con l'aggiunta dell'articolo determinativo francese all'inizio, una variante di altri cognomi quali Ammeraal, Amoraal, Ammerant e Den Admirant, alla cui origine si trova probabilmente il termine olandese medio ammerael o ammirael ("ammiraglio", admiraal in olandese moderno, vocabolo che in ultima istanza deriva dal titolo arabo أمير, amīr, "emiro"); alternativamente viene anche ricondotto ad Amurath, una variante del nome turco Murad.

## Onomastico
Il nome è adespota, cioè privo di santo patrono; l'onomastico può essere eventualmente festeggiato il 1º novembre, in occasione di Ognissanti.

## Persone

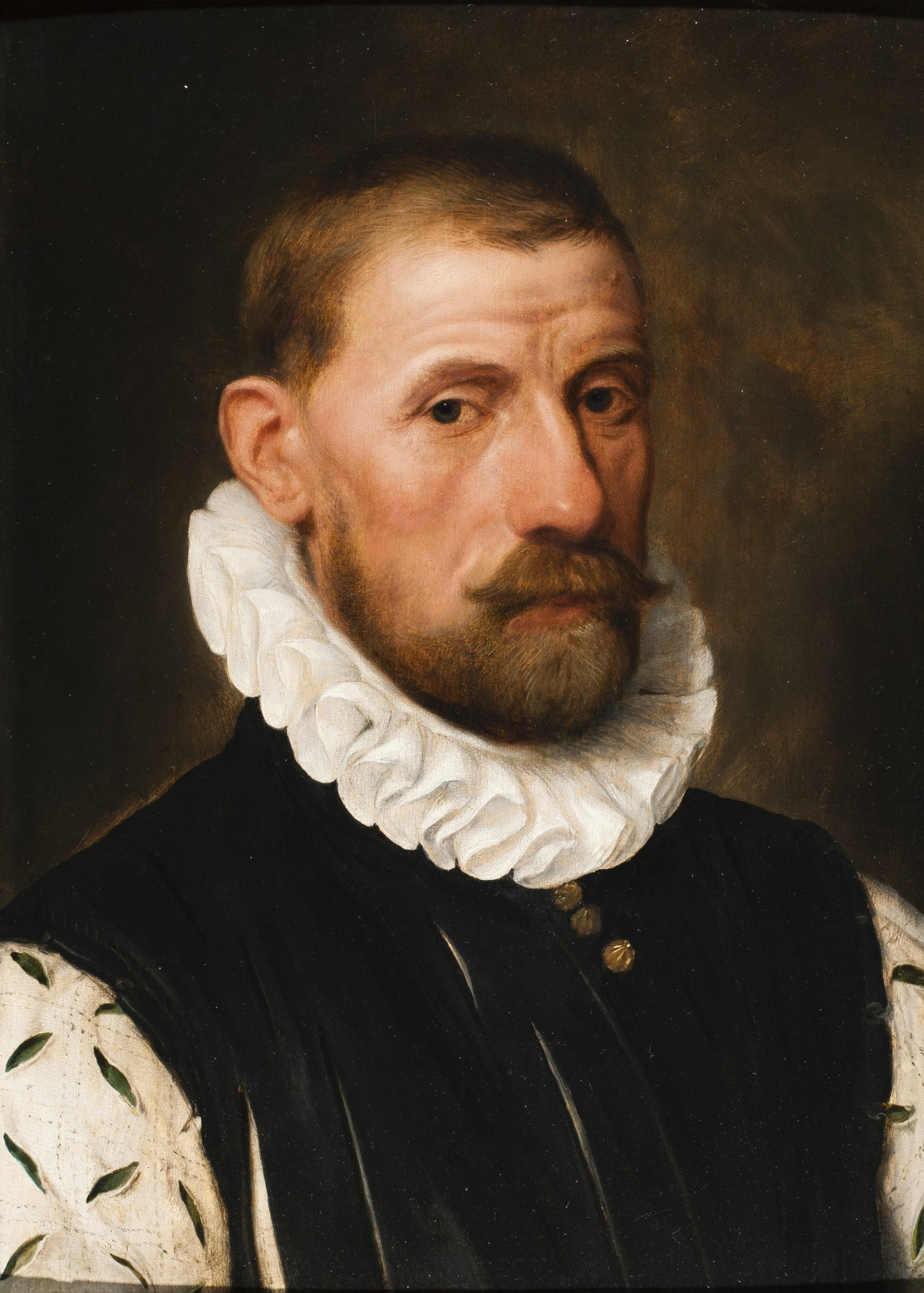
Lamoral di Egmont

- Lamoral di Egmont, nobile e condottiero fiammingo
- Lamoral I di Ligne, principe di Ligne
- Claude Lamoral I di Ligne, principe di Ligne
- Claude Lamoral II di Ligne, principe di Ligne
- Lamoral de Tassis, conte di Taxis
- Lamoral Claudio Francesco di Thurn und Taxis, conte di Thurn und Taxis
- Maximilian Karl Lamoral O'Donnell, militare austriaco